# Dubai Towers (Doha)
Dubai Towers Doha es un rascacielos con una altura de 400 metros (1300 pies) y con la antena, de 437 m (1.434 pies) parado en Doha (Catar). El costo estimado del rascacielos es de 2.300.000.000 riales,  (aprox. EUR. 450.000.000). Cuando se haya completado, la estructura será el edificio más alto en Catar.

## Situación
Situado en el distrito Oeste de la bahía de Doha, al lado de la Corniche de Doha, la torre de usos múltiples de 84 pisos está siendo construida por Sama Dubai, antes conocido como Dubai International Properties, la inversión inmobiliaria internacional y parte del grupo Dubai Holding.

## Constructores e ingenieros
La empresa constructora es una alianza, entre Al-Habtoor y Al Jaber, el equipo de arquitectos e ingenieros corre a cargo de Robert Matthew Johnson Marshall (RMJM), y los consultores de costes son Hanscomb Consultants Inc.
Cuando se haya completado en 2011, la torre de usos mixtos que incluyen un 7.000 m² (75.000 pies cuadrados) de superficie comercial, 13 plantas que comprende un hotel de 225 habitaciones de cinco estrellas, 29 plantas de oficinas y pisos de 31 que contienen 226 apartamentos de lujo y tres de áticos súper lujosos.

## Retraso
El proyecto está ahora gravemente retrasado como consecuencia de la crisis financiera en Dubai. Los inversores de la propiedad han sido advertidos de que el edificio lleva 9 meses de retraso. Sin embargo, en mayo de 2010, sólo el 29 de las 84 plantas se han construido. A las tasas normales de construcción esto sugeriría por lo menos de 3 años de retraso hasta la conclusión final.